# EU's postdirektiv
EU's postdirektiv er en betegnelse for tre direktiver vedtaget af Den Europæiske Union (EU) for at liberalisere (afmonopolisere) postvæsenet og skabe et marked for posttjenester. Det oprindelige postdirektiv 97/67/EF igangsatte liberaliseringsprocessen, ændringsdirektivet 2002/39/EF fortsatte åbningen af postmarkedet, og det tredje postdirektiv 2008/6/EF fastsatte endelige frister for fuld markedåbning (31. december 2010, men mulighed for at enkelte navngivne medlemsstater kunne udsætte liberaliseringen til 31. december 2012).

## Gennemførsel af direktiverne

### Danmark
Tekst mangler, hjælp os med at skrive teksten

### Norge
I Norge har liberaliseringen af postmarkedet været omstridt. Regeringen Jens Stoltenberg II vedtog at bruge Norges vetoret mod at indlemme det tredje postdirektiv i EØS-aftalen. Regeringen Erna Solberg har imidlertid ønsket at tage direktivet ind i EØS-aftalen, noget som blev meddelt EU den 19. november 2013. 24. april 2015 kom regeringens forslag til en ny postlov. Det blev blandt andet forslået at afvikle tvungen postomdeling på lørdage, samt indføring af EU's tredje postdirektiv, noget som bl.a. indebærer fri konkurrence på levering af breve og pakker.